# NTSR2
NTSR2 (англ. Neurotensin receptor 2) – білок, який кодується однойменним геном, розташованим у людей на короткому плечі 2-ї хромосоми.  Довжина поліпептидного ланцюга білка становить 410 амінокислот, а молекулярна маса — 45 385.
| 10         |  | 20         |  | 30         |  | 40         |  | 50         |
| ---------- |  | ---------- |  | ---------- |  | ---------- |  | ---------- |
| METSSPRPPR |  | PSSNPGLSLD |  | ARLGVDTRLW |  | AKVLFTALYA |  | LIWALGAAGN |
| ALSAHVVLKA |  | RAGRAGRLRH |  | HVLSLALAGL |  | LLLLVGVPVE |  | LYSFVWFHYP |
| WVFGDLGCRG |  | YYFVHELCAY |  | ATVLSVAGLS |  | AERCLAVCQP |  | LRARSLLTPR |
| RTRWLVALSW |  | AASLGLALPM |  | AVIMGQKHEL |  | ETADGEPEPA |  | SRVCTVLVSR |
| TALQVFIQVN |  | VLVSFVLPLA |  | LTAFLNGVTV |  | SHLLALCSQV |  | PSTSTPGSST |
| PSRLELLSEE |  | GLLSFIVWKK |  | TFIQGGQVSL |  | VRHKDVRRIR |  | SLQRSVQVLR |
| AIVVMYVICW |  | LPYHARRLMY |  | CYVPDDAWTD |  | PLYNFYHYFY |  | MVTNTLFYVS |
| SAVTPLLYNA |  | VSSSFRKLFL |  | EAVSSLCGEH |  | HPMKRLPPKP |  | QSPTLMDTAS |
| GFGDPPETRT |  |            |  |            |  |            |  |            |

A: Аланін

C: Цистеїн

D: Аспарагінова кислота

E: Глутамінова кислота

F: Фенілаланін

G: Гліцин

H: Гістидин

I: Ізолейцин

K: Лізин

L: Лейцин

M: Метіонін

N: Аспарагін

P: Пролін

Q: Глутамін

R: Аргінін

S: Серин

T: Треонін

V: Валін

W: Триптофан

Кодований геном білок за функціями належить до рецепторів, g-білокспряжених рецепторів, білків внутрішньоклітинного сигналінгу. 
Задіяний у такому біологічному процесі як поліморфізм. 
Локалізований у клітинній мембрані, мембрані.